# Pinguicula elongata
Pinguicula elongata este o specie de plante carnivore din genul Pinguicula, familia Lentibulariaceae, ordinul Lamiales, descrisă de Benj.. Conform Catalogue of Life specia Pinguicula elongata nu are subspecii cunoscute.